# David Laury
David Laury (East Orange, Nueva Jersey, 9 de abril de 1990) es un exbaloncestista estadounidense. Con 2,06 metros de estatura, jugaba en la posición de alero.

## Trayectoria deportiva

### Universidad
Comenzó su carrera universitaria en el junior college de Lamar State, donde jugó una temporada en la que promedió 16,2 puntos y 9,8 rebotes por partido. De ahí fue traspasado a los Gaels del Iona College, donde jugó tres temporadas más en las que promedió 15,9 puntos, 9,4 rebotes y 2,4 asistencias por partido. siendo elegido en su última temporada Jugador del Año de la Metro Atlantic Athletic Conference, tras promediar 19,8 puntos y 9,7 rebotes por partido.

### Profesional
Tras no ser finalmente elegido en el Draft de la NBA de 2015, el 28 de junio fichó por el Yeşilgiresun Belediyespor Kulübü turco, pero abandonó el equipo antes del comienzo de la temporada. El 31 de octubre fue elegido en la octava posición del Draft de la NBA Development League por los Delaware 87ers, firmando por el equipo. En su primera temporada promedió 10,6 puntos y 7,8 rebotes por partido.
El 4 de marzo de 2017 fue traspasado a los Windy City Bulls.